# Gastone Sozzi
Gastone Sozzi (Cesena, 8 de març del 1903 - Perusa, 6 de febrer del 1928) va ser un activista comunista italià, detingut, torturat i mort per la policia feixista italiana.

## Biografia
Nat en una família humil, tant el pare com la mare eren actius políticament a l'ala radical del Partit Socialista Italià, Sozzi s'apunta de ben jove (1919) a la Federazione dei Giovani Socialisti i col·labora a les revistes Lotta di Classe de Forlì i Spartaco de Cesena. S'addereix aviat al tot just constituït Partit Comunista d'Itàlia, creat a Livorno el 21 de gener del 1921 per l'escissió de l'ala revolucionària del Partit Socialista Italià. Forma part de les Guardie rosse, grup armat comunista que s'oposa a les formacions feixistes.
Acusat el 1922 d'haver mort un militant feixista, es refugia primer a Torí, on coneix Gramsci i després a la Unió Soviètica, on assisteix als cursos d'estudis politicomilitars de l'Acadèmia Tolmaciov a Leningrado; retornat a Itàlia el 1925, és revocada l'ordre de detenció, fa el servei militar a Gradisca d'Isonzo al 1r Regiment d'Infanteria.
El 1926 es casa amb l'amiga d'infantesa Norma Balelli i esdevé membre, a Roma, de l'Ufficio Militare del P.C.d'I., col·laboran a la redacció de La caserma i de La recluta, dos diaris de propaganda clandestina comunista dins les Forces armades, així com al Il fanciullo proletario, un pamflet decorat per nens.
Després d'haver estat pres durant un curt període de la primavera del 1927 a Basilea, és novament arrestat a Suïssa, juntament amb Togliatti, i trenta-un dirigents del P.C.d'I. Una altra vegada és detingut a Milà el 4 de novembre i traslladat el desembre a la presó de Perusa, on seria interrogat pel general Giuseppe Ciardi, advvocat general del Tribunal Especial Feixista, i acusat de conspiració contra l'estat feixista.
Va morir a la presó a conseqüència de les tortures infligides amb la finalitat que revelés els noms dels seus companys de lluita comunista, sense que delatés a ningú. La versió oficial va atribuir la mort de Sozzi a un suïcidi, sense voler autoritzar l'autòpsia del cadàver.
Durant la Guerra Civil espanyola li fou dedicada en honor seu la Centúria Gastone Sozzi agregada al Cinquè Regiment organitzat per Vittorio Vidali. La Resistència francesa li dedicà el nom de la 29a Brigada GAP, activa al territori de l'antiga província de Forlì, Cesena i Rímini.

## Veure
- Partit Comunista Italià